# 奈赫布考
奈赫布考（Nehebkau）是埃及神話的原始蛇神，據說是塞爾凱特、蓋布或雷奈努泰特之子。原本被視為惡靈，但是，之後成為來世相關的葬儀之神。祂會審判亡者，給他們的靈魂提供精神。最後祂被視為強力、慈悲、保護的神祇。在後期的神話，祂是太陽神拉的夥伴、亡故國王的侍者。祂的祭典在中王國和新王國受到廣泛的慶祝。

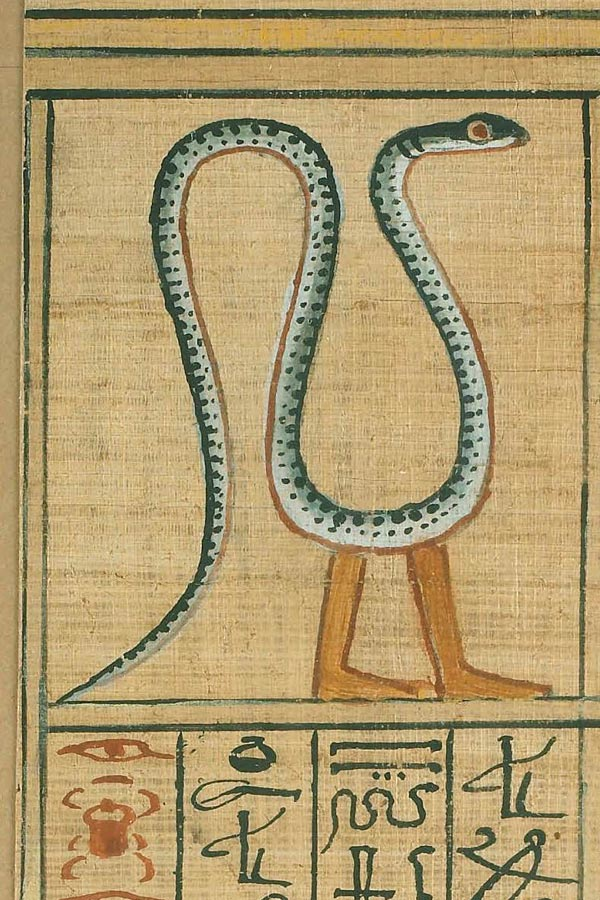
Book of the Dead of Ani手稿中奈赫布考的插畫

## 脚注
1. ↑  Imhausen, Annette, , Mathematics in Ancient Egypt (Princeton University Press), 2016-02-16, ISBN 978-0-691-11713-3, doi:10.23943/princeton/9780691117133.003.0018